# Paul Dumont-trófea
A Paul Dumont-trófea egy díj a QMJHL-ben, mely egy junior jégkorongliga Kanadában. A trófeát az "Év Embere" kapja. Ez bárki lehet, aki a ligával kapcsolatban van.

## A díjazottak
| Szezon    | Díjazott              | Csapat                      |
| --------- | --------------------- | --------------------------- |
| 2013–2014 | Zach Fucale           | Halifax Mooseheads          |
| 2012–2013 | Jonathan Drouin       | Halifax Mooseheads          |
| 2011–2012 | Jonathan Huberdeau    | Saint John Sea Dogs         |
| 2010–2011 | Louis Leblanc         | Montreal Junior Hockey Club |
| 2009–2010 | Joël Chouinard        | Victoriaville Tigres        |
| 2008–2009 | Guy Boucher           | Drummondville Voltigeurs    |
| 2007–2008 | Martin Mondou         | Shawinigan Cataractes       |
| 2006–2007 | Kristopher Letang     | Val-d'Or Foreurs            |
| 2005–2006 | Clément Jodoin        | Lewiston MAINEiacs          |
| 2004–2005 | Sidney Crosby         | Rimouski Océanic            |
| 2003–2004 | Sidney Crosby         | Rimouski Océanic            |
| 2002–2003 | Jean-François Plourde | Sherbrooke Castors          |
| 2001–2002 | Olivier Michaud       | Shawinigan Cataractes       |
| 2000–2001 | Simon Gamache         | Val-d'Or Foreurs            |
| 1999–2000 | Brad Richards         | Rimouski Océanic            |
| 1998–1999 | Simon Gagné           | Québec Remparts             |
| 1997–1998 | Mike Ribeiro          | Rouyn-Noranda Huskies       |
| 1996–1997 | Michel Therrien       | Granby Prédateurs           |
| 1995–1996 | Christian Dubé        | Sherbrooke Faucons          |
| 1994–1995 | Éric Dazé             | Beauport Harfangs           |
| 1993–1994 | Yanick Dubé           | Laval Titan                 |
| 1992–1993 | Martin Lapointe       | Laval Titan                 |
| 1991–1992 | Patrick Poulin        | Saint-Hyacinthe Laser       |
| 1990–1991 | Patrice Brisebois     | Drummondville Voltigeurs    |
| 1989–1990 | Stéphane Fiset        | Victoriaville Tigres        |